# Aktion kritischer Schüler innen
Die Aktion kritischer Schüler_innen (abgekürzt AKS oder aks) ist eine österreichische Schülerorganisation und Vorfeldorganisation der SPÖ. Die AKS setzt sich nach eigenen Angaben für eine „demokratische, sozial gerechte und angstfreie“ Schule und Gesellschaft ein. Bundesvorsitzende der AKS ist seit Juli 2024 Dede Koudouovoh.

## Struktur
Die Schülerorganisation wird von einem sechsköpfigen Bundesteam geleitet, das einmal jährlich auf der Bundeskonferenz gewählt wird. Die Organisation gliedert sich in die Bundesorganisation, die Landesorganisationen und deren Orts- und Schulgruppen. Landesvorsitzende der einzelnen Landesorganisationen sind im Schuljahr 2024/25:
- Wien: Levi Lansky
- Niederösterreich: Julia Greiner
- Oberösterreich: Leonie Horky
- Salzburg: Jess Alcantara
- Tirol: Tifernin Pletzer
- Vorarlberg: Elena Ettinger
- Kärnten: Maya Marion Rischawy

Laut § 76 Absatz 2 des SPÖ-Organisationsstatuts leistet die AKS die Parteitätigkeit der SPÖ für Schüler und laut Absatz 5 bedarf das Statut der AKS der Zustimmung des Bundesparteivorstandes, und das Verbandssekretariat ist der Bundesgeschäftsstelle der SPÖ angegliedert. Laut § 48 Absatz 18 stellt die AKS drei Delegierte bei Bundesparteitagen der SPÖ.
Die AKS ist einziges österreichisches Mitglied im europäischen Netzwerk von Schülerorganisationen, dem Organising Bureau of European School Student Unions (OBESSU). International kooperiert die AKS mit den deutschen JungdemokratInnen/Junge Linke.

## Positionen, Hintergrund und Ziele
Die Schülerorganisation sieht sich als eine progressive Organisation, die für eine „offene, solidarische und pazifistische Gesellschaft“ eintritt, in der niemand aufgrund von Herkunft, Geschlecht, Äußerlichkeiten, sexueller Orientierung, materiellem oder religiösem Hintergrund Vor- oder Nachteile hat. Sie versucht nach eigenen Angaben, ihre Mitschüler dazu zu motivieren, sich kritisch mit dem bestehenden Gesellschaftssystem auseinanderzusetzen, Normen, Regeln und Konventionen zu hinterfragen und Selbstverständliches zu reflektieren. Dies sei die Grundlage für ein Denken und Handeln in Gesamtzusammenhängen auf regionaler wie auf globaler Ebene. Sie versteht die Schule als einen Teil der Gesellschaft: Diese forme die nächste Generation und wäre somit ein wesentlicher Faktor für die Entwicklung der Gesellschaft. Die AKS tritt für eine ausreichende staatliche Finanzierung des Bildungswesens ein. Eine Aufweichung der Chancengleichheit und die Einschränkung der frei zugänglichen und qualitativ hochwertigen Bildung müssten ihrer Meinung nach entschieden zurückgewiesen werden.
Als Interessenvertretung für Schüler unterstützt die AKS eigenständige Projekte und bietet Informationen und Hilfestellungen für den Schulalltag sowie Fortbildung außerhalb der Schule an. Die Arbeit wird durch Publikationen unterstützt. Regelmäßige Treffen dienen der Diskussion aktueller und grundsätzlicher Fragen. Einige wichtige Tätigkeitsfelder der AKS sind schulspezifische Tätigkeiten wie Teilnahme und aktive Betätigung in der Schülervertretung (auf lokaler, Landes- und Bundesebene), AKS-Ortsgruppen und der Redaktion von Schülerzeitungen. Die AKS sieht ihre Arbeit auf Basis dieser drei Säulen fundiert.
Bis 1973 war der Verband Sozialistischer Mittelschüler (VSM) Schülerorganisation der SPÖ, nach dessen Loslösung von der Mutterpartei wurde 1976 die AKS gegründet.
Im Zuge des schlechten Abschneidens der SPÖ bei der Nationalratswahl 2019 schloss sich die AKS den Protestaktionen der Sozialistischen Jugend Österreich (SJÖ), der Verband Sozialistischer Student_innen in Österreich (VSStÖ), der Jungen Generation (JG), der Roten Falken und der FSG-Jugend an, bei der in einem offenen Brief an die Mutterpartei 5 Vorschläge für eine Neuaufstellung der SPÖ unterbreitet wurden. Im Zuge dieses Protestes demonstrierten auch Vertreter der AKS vor dem SPÖ Parlamentsklub.

## Schülervertretung und Schulpolitik
Die AKS stellte im Jahr 1981 mit Harald Rossegger den ersten Bundesschulsprecher Österreichs. Dies gelang wieder mit Martin Wolfram (BS Wien) im Jahr 1990. Auch im Jahr 2001 konnte die AKS mit Jakob Huber (AHS OÖ) den Bundesschulsprecher stellen. Von 2003 bis 2005 stellte die AKS mit Romana Brait (AHS NÖ) und Selma Schmid (AHS Wien) zwei Bundesschulsprecherinnen hintereinander. Seit den Bundesschülervertretungswahlen im September 2005 stellt die ÖVP-nahe Schülerunion (SU) wieder den Bundesschulsprecher.
Aktuell stellt die AKS drei von 29 Mandaten in der Bundesschülervertretung.

## Bundesvorsitzende
- 1998–2001: Oliver Prausmüller (Niederösterreich)
- 2001–2003: Nikolaus Kowall (Niederösterreich)
- 2003–2004: Katharina Kreissl (Oberösterreich)
- 2004–2005: Kim Kadlec (Niederösterreich)
- 2005–2006: Ingrid Gogl (Wien)
- 2006–2008: Sophie Lojka (Wien)
- 2008–2009: Klaus Baumgartner (Linz)
- 2009–2011: Iris Schwarzenbacher (Salzburg)
- 2011–2012: Eleonora Kleibel (Salzburg)
- 2012–2013: Tatjana Gabrielli (Vorarlberg)
- 2013–2014: Claudia Satler (Vorarlberg)
- 2014–2016: Christina Götschhofer (Oberösterreich)
- 2016–2018: Jasmin Chalendi (Wien)
- 2018–2019: Sara Velic (Vorarlberg)
- 2019–2020: Noomi Anyanwu (Wien)
- 2020–2021: Nina Mathies (Vorarlberg)
- 2021–2022: Flora Prantl (Vorarlberg)
- 2022–2024: Lina Feurstein (Vorarlberg)
- seit 2024: Dede Koudouovoh (Tirol)

## Sonstiges
Neben Bildungspolitik setzt sich die AKS vor allem mit gesellschaftspolitischen Themen wie beispielsweise Antirassismus, Globalisierung oder Antidiskriminierung auseinander, wobei sie der Öffentlichkeit ihre Ansichten durch Demonstrationen und Kampagnen zu vermitteln versucht.
Die Landesorganisationen der AKS veranstalten regelmäßig mehrtägige Seminare, in denen Workshops zu unterschiedlichen gesellschafts- und schulpolitischen Themen angeboten werden.
In Wien trat die Gruppierung bis 5. August 2020 als Achse kritischer Schüler_innen auf.